# سجاد عباسی‌امیر
سجاد عباسی (متولد پنجم بهمن ۱۳۶۸ اهل قائم‌شهر) ووشوکار ایرانی و از قهرمانان ووشو مردان ایران در بخش ساندا می‌باشد.
وی در مسابقات مختلفی شرکت کرده است که می‌توان به کسب مدال طلا مسابقات ووشو جوانان جهان ۲۰۰۹، مدال برنز مسابقات ووشو جهان ۲۰۰۹، مدال برنز رقابت‌های المپیک هنرهای رزمی ۲۰۱۰، مدال برنز بازی‌های آسیایی ۲۰۱۰ گوانگجو، مدال طلا جام جهانی ووشو ۲۰۱۰، مدال طلا مسابقات ووشو جهان ۲۰۱۱، مدال طلا مسابقات ووشو آسیا ۲۰۱۲ ویتنام و مدال برنز بازی‌های همبستگی کشورهای اسلامی ۲۰۱۳ اندونزی در بخش سانشو وزن ۷۰ کیلوگرم اشاره کرد.